# Мацхварламезури
Мацхварламезури (груз. მაცხვარლამეზური) — село в Грузии, на территории Лентехского муниципалитета края (мхаре) Рача-Лечхуми и Нижняя Сванетия.

## География
Село находится в северной части Грузии, на правом берегу реки Цхенисцкали, на расстоянии приблизительно 3 километров (по прямой) к северо-востоку от посёлка городского типа Лентехи, административного центра муниципалитета.

## Население
По результатам официальной переписи населения 2014 года, в Мацхварламезури проживало 37 человек (17 мужчин и 20 женщин). В национальной структуре населения грузины составляли 100 %.
| Год  | Население, человек |
| ---- | ------------------ |
| 2002 | 66                 |
| 2014 | ↘ 37               |